# Biennale des antiquaires
 (septembre 2017).
Si vous disposez d'ouvrages ou d'articles de référence ou si vous connaissez des sites web de qualité traitant du thème abordé ici, merci de compléter l'article en donnant les références utiles à sa vérifiabilité et en les liant à la section « Notes et références ».
La Biennale Paris, anciennement Biennale des antiquaires est, malgré son nom, un salon annuel d'art et d'antiquités ayant lieu à Paris au Grand Palais. Elle fut créée en 1962 à l'initiative du Syndicat national des antiquaires.

## Historique
La Biennale des antiquaires débute en 1962 à Paris au Grand Palais. Créée sous l’impulsion d’André Malraux, la Foire des antiquaires (fondée en 1956) est remplacée par la Biennale des antiquaires. C’est sous l’appellation « Les Antiquaires et les Décorateurs au Grand Palais » que la première biennale ouvre ses portes rassemblant grands antiquaires, décorateurs, joailliers et libraires français et étrangers.
En 1970, la biennale est visitée par bon nombre de personnalités dont l'acteur américain Cary Grant ou le couturier Hubert de Givenchy, des politiques Jacques Baumel, Olivier Guichard…
À partir de 1996, lors de sa 18e édition, la Biennale des antiquaires organise son premier dîner de gala au profit de la Fondation Hôpitaux de Paris-Hôpitaux de France.
Le Grand Palais ayant été fermé pour des travaux de rénovation, la biennale y retrouve sa place à l’occasion de sa 23e édition en 2006 après quelques années de délocalisation. Plus d’une quinzaine de spécialités sont représentées soit plus de 7 000 objets d’art traversant près de trois millénaires.
En 2012, le styliste et collectionneur Karl Lagerfeld en est le scénographe. À cette occasion il déclare : « J’aime les antiquaires et ce que la Biennale représente. J’adore le Grand Palais qui est l’endroit que je préfère à Paris et où j’ai tant de souvenirs de dé lés Chanel aux décors surdimensionnés… […] Pour moi, le Grand Palais c’est le cœur même de Paris, l’idée de Paris et son côté universel. J’ai voulu souligner l’immensité et la splendeur de la verrière qui sera comme un ciel protecteur d'objets exceptionnels. »[réf. nécessaire]
En 2017, la Biennale devient annuelle et se renomme paradoxalement « La Biennale Paris ». Cette année-là, elle rend hommage au patrimoine rare de la famille de Jean Paul Barbier-Mueller, grand collectionneur suisse d'objets d'arts africains, océaniens et précolombiens.